# Епархия Сан-Мартина
Епархия Сан-Мартина (лат. Dioecesis Foromartiniensis) — епархия Римско-католической церкви с центром в городе Сан-Мартин, Аргентина. Епархия Сан-Мартина входит в митрополию Буэнос-Айреса. Кафедральным собором епархии Сан-Мартина является церковь Иисуса Доброго Пастыря.

## История
10 апреля 1961 года Папа Римский Иоанн XXIII выпустил буллу «Hispanae linguae», которой учредил епархию Сан-Мартина, выделив её из епархии Морона и епархии Сан-Исидро.
11 июля 1978 года епархия Сан-Мартина передала часть своей территории для образования епархии Сан-Мигеля.

## Ординарии епархии
- епископ Мануэль Менендес (12.06.1961 — 16.07.1991);
- епископ Луис Эктор Вильяльба (16.07.1991 — 8.07.1999), назначен архиепископом Тукумана;
- епископ Рауль Омар Росси (22.02.2000 — 2.02.2003)
- епископ Гильермо Родригес Мельгарехо (30.05.2003 — 15.06.2018, в отставке);
- епископ Miguel Ángel D'Annibale (15.06.2018 — 14.04.2020, до смерти);
- епископ Martín Fassi (5.12.2020 — по настоящее время).